# تیم ملی فوتبال زیر ۲۳ رومانی
تیم ملی فوتبال زیر ۲۳ رومانی (انگلیسی: Romania Olympic football team) نماینده کشور رومانی در رقابت‌های بین‌المللی مختص این رده سنی است. از آن‌جا که معتبرترین رقابت‌های رده زیر ۲۳ سال مربوط به المپیک است، این تیم باعنوان تیم المپیک رومانی نیز شناخته می‌شود.
این تیم، تحت نظر فدراسیون فوتبال رومانی اداره می‌گردد.